# Krzysztof Sokołowski (starosta)
Krzysztof Sokołowski z Warzymowa herbu Pomian (zm. 1580/1) – starosta rogoziński.
Data urodzin Sokołowskiego nie jest znana, w źródłach występuje od 1519 r. Jego rodzice Jarosław oraz Maria de Marcellange pobrali się przed rokiem 1511. Krzysztof Sokołowski wykazywał duży talent do sprawnego załatwiania problemów skarbowych, w tym do wykonywania lustracji dóbr królewskich. Jego rzetelność w wykonywaniu obowiązków cenił sobie król Zygmunt August, co zaowocowało w 1559 r. otrzymaniem przez Sokołowskiego nominacji na ekonoma generalnego w Wielkopolsce. W maju 1546 władca powołał go na jednego z trzech lustratorów dóbr monarszych na Rusi. Zaufanie króla zyskał sprawując urząd starosty Rogoźna w Prusach Królewskich, a następnie prowincji w Wielkopolsce. W nagrodę za wierną służbę otrzymał urząd wojskiego kruszwickiego.
Pod koniec życia był właścicielem miasta Grabów, wsi Besiekiery ze znajdującym się w niej zamkiem oraz kilku mniejszych dóbr. Według Herbarza Polskiego Adama Bonieckiego potomkowie Krzysztofa Sokołowskiego, dziedzice Besiekier przyjęli nazwisko Biesiekierski. Współcześni historycy ustalili jednak, że nie założył rodziny i nie miał potomstwa, a majątek podzielił między dzieci swojego brata Jana. Zmarł przed 25 marca 1581 roku. W tym dniu Stefan Batory wystawił dokumenty dla jego spadkobierców. 